# رشاد فيليبس
رشاد فيليبس (بالإنجليزية: Rashad Phillips)‏ مواليد 5 مايو 1978 في ديترويت، هو لاعب كرة سلة أمريكي معتزل. بدأ مسيرته الاحترافية في سنة 2001. يبلغ طوله 5 قدم 10 بوصة (1.8 م). اعتزل اللعب في 2009.

## المسيرة الاحترافية
لعب مع نادي ماكدونيكوس لكرة السلة في موسم 2005–2006، ثم لعب مع نادي فالميرا لكرة السلة في سنة 2007، ثم لعب مع برث وايلدكاتز في الدوري الأسترالي في سنة 2007.

## روابط خارجية
- رشاد فيليبس على موقع كرة السلة الأوروبية.كوم (الإنجليزية)
- رشاد فيليبس على موقع كلية كرة السلة في سبورتس رفرنس.كوم (الإنجليزية)
- رشاد فيليبس على موقع ريلجم (الإنجليزية)
- رشاد فيليبس على موقع بروبوليرز (الإنجليزية)
- رشاد فيليبس على موقع سبورتس رفرنس (الإنجليزية)